# Misaki Katagiri
Misaki Katagiri (1991) es una deportista japonesa que compite en ciclismo en la modalidad de BMX estilo libre. Ganó una medalla de plata en el Campeonato Mundial de Ciclismo Urbano de 2019, en la prueba de flatland.

## Palmarés internacional
| Campeonato Mundial | Campeonato Mundial | Campeonato Mundial | Campeonato Mundial |
| Año                | Lugar              | Medalla            | Competición        |
| ------------------ | ------------------ | ------------------ | ------------------ |
| 2019               | Chengdu (China)    | Medalla de plata   | Flatland           |